# Mäuse-Chaos unter Deck der Titanic
Mäuse-Chaos unter Deck der Titanic ist ein italienischer Zeichentrickfilm von Camillo Teti aus dem Jahr 2000.

## Handlung
Die junge Angelica checkt mit ihrer Tante Gertrude und ihren Cousinen Bernice und Hortense an Bord der Titanic ein. Während ihre Tante und deren Töchter in der ersten Klasse fahren, muss Angelica als Hausmädchen der drei in der dritten Klasse übernachten. Sie teilt sich ihre Kabine mit der alten Victoria und ihren beiden Enkeln. Angelicas großer Wunsch ist es, ihre Mutter und ihren Vater wiederzufinden. Von ihrer Mutter ist ihr nur ein goldenes Medaillon mit ihrem Foto geblieben.
Mit an Bord ist der junge und wohlhabende William gegangen, der mit seiner Nanny und seinem französischen Sekretär Gaston reist. Gaston hat im Hafen Angelicas Medaillon gefunden, das sie unbemerkt verloren hat. Er schenkt das Medaillon der schönen Sängerin Molly, die mit zwei Dalmatinern an Bord geht. Zur Reisegesellschaft zählen zudem die übergewichtige Winnie, die während der Reise einen reichen Mann kennenlernen will, der gescheiterte Bankier Jeremy McFlannel sowie Juwelendiebin Corynthia und ihre beiden Handlanger Kirk und Dirk. Inkognito schleicht sich Detektiv Sam Bradbury an Bord, um die Juwelendiebe zu stellen. Von den Menschen unbemerkt gehen zudem zahlreiche Tiere an Bord, darunter eine Mäusefamilie, Gänse, eine Elster und eine mexikanische Mäuseband. Das Kommando über die Tiere an Bord hat Hund Fritz.
Auf der Titanic entdeckt Angelica, dass ihr Medaillon verschwunden ist. Weil sie das Mäusekind Maxie rettet, beteiligen sich bald die Tiere auf der Titanic an der Suche nach dem Medaillon. In der ersten Klasse treffen Angelica, die gerade Kleider von ihrer Tante zum Ausbessern abgeholt hat, und William aufeinander. William verliebt sich in Angelica, kann sie jedoch in der Folgezeit nicht wiederfinden. Erst Victoria bringt ihn auf die richtige Spur. William lädt Angelica zu einem Ball an Bord an, doch hat sie nichts anzuziehen. Victoria leiht ihr ein Kleid, das sie einst getragen hat. Die Dalmatiner erkennen unterdessen in Mollys Medaillon das gesuchte Schmuckstück. Der Elster und Maxie gelingt es, das Medaillon zu stehlen und Angelica zurückzugeben. Sie trägt es, als sie zum Ball geht, und tanzt den Abend über mit William. Auch unter Deck bei den Tieren wird gefeiert, wobei die Mäuse erfolgreich Nahrungsmittel aus der Schiffsküche beisteuern konnten.
In der Nacht rammt die Titanic einen Eisberg und beginnt zu sinken. Angelica und Williams Nanny retten sich in ein Boot; hier erkennt die Nanny in Angelica ihre vermisste Tochter wieder. Die Frauen retten Detektiv Sam aus dem Wasser und bergen schließlich William, der Angelica in die Arme fällt. Molly geht mit der Titanic unter. Ihre beiden Dalmatiner werden von Angelica und William aufgenommen, die heiraten. Sam bringt Diebin Corynthia hinter Gittern, während Kirk und Dirk zu Gertrudes Leidwesen Bernice und Hortense heiraten.

## Produktion
Mäuse-Chaos unter Deck der Titanic war einer von mehreren italienischen Trickfilmen, die im Zuge des großen Erfolgs von Titanic (1997) den Untergang der Titanic behandelten. Die Arbeit am Film nahm drei Jahre in Anspruch.  Im Film sind mehrere Lieder zu hören: Liz Callaway singt die Ballade Holding Me, die im Film von Molly gesungen wird. Gregory Snegoff interpretiert als Synchronsprecher des Hundes Fritz den Rap-Song Party Time, während die mexikanische Mäuseband den Titel Mucho Gusto spielt.

## Veröffentlichung
Der Film kam am 15. September 2000 in die italienischen Kinos und lief am 4. Juli 2001 auch in den deutschen Kinos an. Am 28. Juni 2005 erschien der Film in Deutschland auf DVD.

## Kritik
Der film-dienst nannte Mäuse-Chaos unter Deck der Titanic einen „Zeichentrickfilm im Disney-Stil mit zahlreiche Liedern. Matte Familienkost“.